# Mazou Bambara
Jaden Mazou Bambara (* 29. Juli 2005) ist ein burkinischer Fußballspieler.

## Karriere
Bambara begann seine Karriere beim SC Majestic. Im September 2024 wechselte er zum österreichischen Bundesligisten WSG Tirol. Sein Debüt für die WSG gab er im Oktober 2024 im ÖFB-Cup gegen den FC Red Bull Salzburg.
Nachdem er anschließend ausschließlich für die Amateure der Wattener aufgelaufen war, debütierte er im Mai 2025 in der Bundesliga, als er am 31. Spieltag der Saison 2024/25 gegen den TSV Hartberg in der Nachspielzeit für David Jaunegg eingewechselt wurde.